# Kolmården

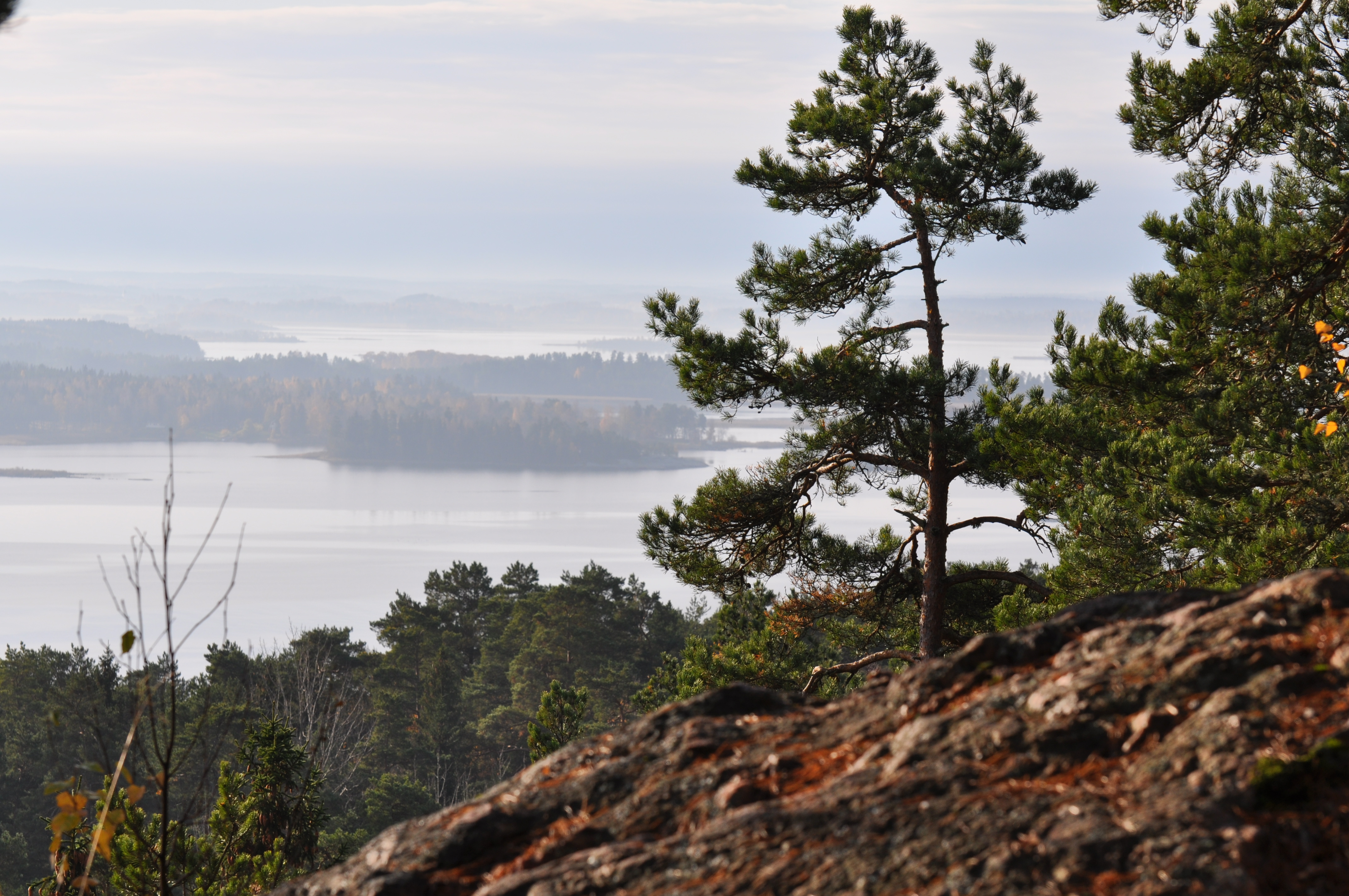
Aussicht vom Abhang der Kolmården auf die Bucht Bråviken

Der Kolmården ist ein bewaldeter Bergrücken in Schweden südwestlich von Nyköping. Er liegt auf der Grenze zwischen den schwedischen Landschaften Östergötland und Södermanland und grenzt im Osten an die Ostsee. Die höchste Erhebung liegt 167 Meter über dem Meeresspiegel.

## Geographie
Der breite und abgeplattete Bergrücken erhebt sich südwestlich von Nyköping aus der Ostsee. Er wird durch mehrere Quertäler und sumpfige Senken geteilt. Im weiteren Verlauf Richtung Westen liegt seine Höhe bei 15 bis 60 Meter über dem umliegenden Flachland, wobei der Rücken nach Süden zur Bucht Bråviken steil abfällt. Die Nordseite ist weniger deutlich abgegrenzt und geht in die hügelige Seenlandschaft von Södermanland über. Im Nordwesten ist der Kolmården mit dem Bergrücken Tylöskogen verbunden. Geologisch besteht der Kolmården überwiegend aus rotem Gneis. An manchen Stellen sind in diesem stärkere Schichten von Kalkstein und Marmor eingeschlossen. Letzterer wird unter der Bezeichnung Kolmårdenmarmor abgebaut.

## Archäologie
Im Kolmården gibt es eine Reihe gut erhaltener Funde aus der schwedischen Vorgeschichte. In der Steinzeit waren die heutigen Bergspitzen Inseln in der Ostsee, die von Menschen als Wohnstelle oder Ruheplatz genutzt wurden. Zum Beispiel wurden in der Nähe von Säter Keramikstücke mit markanten Vertiefungen gefunden, die für Skandinavien im 4. Jahrtausend v. Chr. typisch waren. Aus der Mittelsteinzeit wurden überwiegend Werkzeuge aus Quarz entdeckt. Die Reste von metallurgischen Hütten und Kohlenmeilern aus dem Mittelalter zeugen von einer intensiven Eisenerzverarbeitung in dieser Epoche. Durch die relative Unzugänglichkeit des Geländes sind viele archäologische Funde erstaunlich gut erhalten.

## Varia
Im Kolmården liegt der größte Tierpark Schwedens, der Kolmårdens djurpark (Kolmårdens Tierpark), sowie das Tropicarium Kolmården.
Der Kolmården wird im 21. Kapitel von Selma Lagerlöfs Roman Die wunderbare Reise des kleinen Nils Holgersson mit den Wildgänsen beschrieben.  In der gleichnamigen Anime-Serie ist der Wald von Kolmården in der 19. Folge Hauptort der Handlung.